# Deuxième district congressionnel du Kansas
Le 2e district congressionnel du Kansas est un district de l'État américain du Kansas qui couvre la majeure partie de la partie orientale de l'État, à l'exception du cœur de la région métropolitaine de Kansas City. Le district englobe moins d'un quart de l'État. La capitale de l'État de Topeka, les villes d'Emporia, Junction City et Leavenworth et la majeure partie de Kansas City sont situées dans ce district. Le district est actuellement représenté par le Républicain Derek Schmidt.

## Histoire
Le Kansas n'avait qu'un seul Représentant à la Chambre des représentants des États-Unis jusqu'après le recensement américain de 1870, qui a montré que l'État avait droit à trois membres de la branche inférieure de la législature nationale. En 1872, trois Représentants ont été élus, mais par la loi du 2 mars 1874, la législature a divisé l'État en trois districts. Le 2e district était composé des comtés de Montgomery, Wilson, Labette, Cherokee, Crawford, Neosho, Bourbon, Allen, Anderson, Linn, Miami, Franklin, Johnson, Douglas et Wyandotte.
Aucun changement n'a été apporté avant le recensement américain de 1880, qui a donné à l'État sept Représentants. Le 5 mars 1883, le Gouverneur George Washington Glick a approuvé une loi de la législature qui réduisait le 2e district pour n'inclure que les comtés de Wyandotte, Johnson, Douglas, Miami, Franklin, Anderson, Linn, Allen et Bourbon.
Bien que le recensement américain de 1890 ait montré que la population du Kansas était suffisamment importante pour donner à l'État le droit à huit Représentants, aucun district supplémentaire n'a été créé avant 1905. Par la loi du 9 mars 1905, l'État a été divisé en huit districts avec le 2e district étant composé des comtés de Wyandotte, Johnson, Douglas, Miami, Franklin, Anderson, Linn, Allen et Bourbon.
La redistribution pour 2002 a placé la moitié ouest de Lawrence ainsi que le Comté de Miami dans le 2e district et en a coupé les comtés de Geary, Montgomery et Nemaha.
La redistribution en 2012 signifiait que l'intégralité de Lawrence a été déplacée vers le 2e district. Les limites du district ont été modifiées pour supprimer Manhattan, siège de l'Université d'État du Kansas, et des parties du Comté de Miami tout en ajoutant tout le Comté de Montgomery et le Comté de Nemaha et des parties du Comté de Marshall.
La redistribution en 2022 a déplacé l'intégralité de Lawrence dans le 1er district. Les limites du district ont également été modifiées pour déplacer les comtés d'Anderson et de Franklin et des parties du Comté de Miami vers le 3e district. L'intégralité du Comté de Miami se trouve désormais dans le 3e district. La plupart du Comté de Jackson, tout celui de Jefferson et la partie restante des comtés de Marshall ont déménagé dans le 1er district. Les comtés de Chase, Geary, Lyon, Marion, Morris et Wabaunsee sont tous sortis du 1er district.

### Redécoupage de 2000
À la suite du redécoupage après le recensement américain de 2000, il y avait 672 102 personnes, 257 856 ménages et 173 309 familles résidant dans le district. La densité de population était de 47,6/mi2 sur une superficie de 14 133 milles carrés (36 600 km2). Il y avait 280 213 logements à une densité moyenne de 19,8/mi2. La composition raciale du district est de 89,01 % de blancs, 5,06 % de noirs ou d'afro-américains, 1,26 % d'amérindiens, 0,97 % d'asiatiques, 0,06 % d'insulaires du Pacifique, 1,52 % d'autres races et 2,12 % de deux races ou plus. Les hispaniques ou latinos de toute race représentaient 3,81% de la population.
Il y avait 257 856 ménages, dont 34,60% avaient des enfants de moins de 18 ans vivant avec eux, 54,48% étaient des couples mariés vivant ensemble, 9,20% avaient une femme au foyer sans mari et 32,79% n'étaient pas des familles. 26,73% de tous les ménages étaient composés d'individus et 10,63% avaient une personne vivant seule âgée de 65 ans ou plus. La taille moyenne des ménages était de 2,49 et la taille moyenne des familles était de 3,02.
Dans le district, la répartition de la population par âge est de 25,34% de moins de 18 ans, 11,88% de 18 à 24 ans, 27,54% de 25 à 44 ans, 21,70% de 45 à 64 ans et 13,54% de 65 ans ou plus. L'âge médian était de 35,3 ans. Pour 100 femmes, il y avait 99,08 hommes. Pour 100 femmes âgées de 18 ans et plus, il y avait 96,85 hommes.
Le revenu médian d'un ménage du district est de 37 855 $ et le revenu médian d'une famille de 47 095 $. Les hommes avaient un revenu médian de 32 033 $ contre 24 230 $ pour les femmes. Le revenu par habitant du district était de 18 595 $. Environ 7,1 % des familles et 11,2 % de la population vivaient sous le seuil de pauvreté, dont 12,0 % des moins de 18 ans et 9,3 % des 65 ans ou plus.
Parmi la population âgée de 16 ans et plus, 64,5 % faisaient partie de la population active civile et 1,9 % faisaient partie des forces armées. Parmi les travailleurs civils employés, 20,6% étaient des fonctionnaires et 7,5% étaient des travailleurs indépendants. Les postes de gestion, professionnels et apparentés employaient 32,3 % de la main-d'œuvre et les postes de vente et de bureau en employaient 25,4 %. Seulement 0,8 % occupaient un emploi dans l'agriculture, la pêche et la foresterie. L'emploi le plus important par industrie était : l'enseignement, la santé et les services sociaux, 24,5 %; fabrication, 12,3%; et commerce de détail, 11,4 %. Les industries de l'agriculture, de la foresterie, de la pêche et de la chasse et des mines n'employaient que 3,0 %.

## Géographie
Le 2e district comprend l'intégralité des comtés suivants, à l'exception de Douglas et Jackson, qu'il partage avec le 1er district, et de Wyandotte, qu'il partage avec le 3e district. Les villes du comté de Douglas dans le 2e district comprennent Lecompton, Baldwin City, Eudora et des parties de Lawrence, tandis que les villes du Comté de Jackson comprennent Netawaka et Whiting. La seule ville du Comté de Wyandotte dans le 2e district est une partie de Kansas City.
| #   | Comté       | Siège            | Population |
| --- | ----------- | ---------------- | ---------- |
| 1   | Allen       | Iola             | 12 412     |
| 5   | Atchison    | Atchison         | 16 016     |
| 11  | Bourbon     | Fort Scott       | 14 408     |
| 13  | Brown       | Hiawatha         | 9250       |
| 17  | Chase       | Cottonwood Falls | 2579       |
| 21  | Cherokee    | Columbus         | 19 054     |
| 31  | Coffey      | Burlington       | 8251       |
| 37  | Crawford    | Girard           | 38 764     |
| 43  | Doniphan    | Troy             | 7493       |
| 45  | Douglas     | Lawrence         | 120 553    |
| 61  | Geary       | Junction City    | 35 047     |
| 85  | Jackson     | Holton           | 13 368     |
| 99  | Labette     | Oswego           | 19 728     |
| 103 | Leavenworth | Leavenworth      | 83 518     |
| 107 | Linn        | Mound City       | 9860       |
| 111 | Lyon        | Emporia          | 32 172     |
| 115 | Marion      | Marion           | 11 690     |
| 125 | Montgomery  | Independence     | 30 568     |
| 127 | Morris      | Council Grove    | 5334       |
| 131 | Nemaha      | Seneca           | 10 114     |
| 133 | Neosho      | Erie             | 15 420     |
| 139 | Osage       | Lyndon           | 15 824     |
| 177 | Shawnee     | Topeka           | 177 746    |
| 197 | Wabaunsee   | Alma             | 7057       |
| 205 | Wilson      | Fredonia         | 8382       |
| 207 | Woodson     | Yates Center     | 3115       |
| 209 | Wyandotte   | Kansas City      | 165 281    |

## Historique de vote
| Année | Poste     | Résultats              |
| ----- | --------- | ---------------------- |
| 2000  | Président | Bush 54,0 % – 41,0 %   |
| 2004  | Président | Bush 60,0 % – 39,0 %   |
| 2008  | Président | McCain 55,0 % – 43,0 % |
| 2012  | Président | Romney 56,0 % – 42,0 % |
| 2016  | Président | Trump 56,0 % – 37,0 %  |
| 2020  | Président | Trump 56,0 % – 41,0 %  |

## Liste des Représentants du district
| Membre                          | Parti       | Années                             | Congrès     | Histoire électorale | Zone géographique |
| ------------------------------- | ----------- | ---------------------------------- | ----------- | --- | ----------------- |
| District établit le 4 mars 1875 |             |                                    |             | |                   |
| John R. Goodin (en)             | Démocrate   | 4 mars 1875 - 3 mars 1877          | 44e         | Élu en 1874. Perds sa réélection. |                   |
| Dudley C. Haskell               | Républicain | 4 mars 1877 - 16 décembre 1883     | 45e - 48e   | Élu en 1876. Réélu en 1878. Réélu en 1880. Réélu en 1882. Décès. |                   |
| Vacant                          | Vacant      | 16 décembre 1883 - 21 mars 1884    | 48e         | |                   |
| Edward H. Funston (en)          | Républicain | 21 mars 1884 - 2 août 1894         | 48e - 52e   | Élu pour terminer le mandat de Haskell. Réélu en 1884. Réélu en 1886. Réélu en 1888. Réélu en 1890. Réélu en 1892. Perds la contestation de son élection.           |                   |
| Horace L. Moore (en)            | Démocrate   | 2 août 1894 - 3 mars 1895          | 53e         | Remporte la contestation de son élection. Perds sa réélection. |                   |
| Orrin L. Miller (en)            | Républicain | 4 mars 1895 - 3 mars 1897          | 54e         | Élu en 1894. Retrait. |                   |
| Mason S. Peters (en)            | Populiste   | 4 mars 1897 - 3 mars 1899          | 55e         | Élu en 1896. Perds sa réélection. |                   |
| Justin D. Bowersock (en)        | Républicain | 4 mars 1899 - 3 mars 1907          | 56e - 59e   | Élu en 1898. Réélu en 1900. Réélu en 1902. Réélu en 1904. Retrait.                                                                                                  |                   |
| Charles F. Scott (en)           | Républicain | 4 mars 1907 - 3 mars 1911          | 60e , 61e   | Redécoupage depuis le district at-large et réélu en 1906. Réélu en 1908. Perds sa réélection.                                                                       |                   |
| Alexander C. Mitchell (en)      | Républicain | 4 mars 1911 - 7 juillet 1911       | 62e         | Élu 1910. Décès. |                   |
| Vacant                          | Vacant      | 7 juillet 1911 - 7 novembre 1911   | 62e         | |                   |
| Joseph Taggart (en)             | Démocrate   | 7 novembre 1911 - 3 mars 1917      | 62e - 64e   | Élu pour terminer le mandat de Mitchell. Réélu en 1912. Réélu en 1914. Perds sa réélection.                                                                         |                   |
| Edward C. Little (en)           | Républicain | 4 mars 1917 - 27 juin 1924         | 65e - 68e   | Élu en 1916. Réélu en 1918. Réélu en 1920. Réélu en 1922. Décès. |                   |
| Vacant                          | Vacant      | 27 juin 1924 - 4 novembre 1924     | 68e         | |                   |
| Ulysses S. Guyer (en)           | Républicain | 4 novembre 1924 - 3 mars 1925      | 68e         | Élu pour terminer le mandat de Little. Perds sa réélection. |                   |
| Chaucey B. Little (en)          | Démocrate   | 4 mars 1925 - 3 mars 1927          | 69e         | Élu en 1924. Perds sa réélection. |                   |
| Ulysses S. Guyer (en)           | Républicain | 4 mars 1927 - 5 juin 1943          | 70e - 78e   | Élu en 1926. Réélu en 1928. Réélu en 1930. Réélu en 1932. Réélu en 1934. Réélu en 1936. Réélu en 1938. Réélu en 1940. Réélu en 1942. Décès.                         |                   |
| Vacant                          | Vacant      | 5 juin 1943 - 14 septembre 1943    | 78e         | |                   |
| Erret P. Scrivner (en)          | Républicain | 14 septembre 1943 - 3 janvier 1959 | 78e - 85e   | Élu pour terminer le mandat de Guyer. Réélu en 1944. Réélu en 1946. Réélu en 1948. Réélu en 1950. Réélu en 1952. Réélu en 1954. Réélu en 1956. Perds sa réélection. |                   |
| Newell A. George (en)           | Démocrate   | 3 mars 1959 - 3 janvier 1961       | 86e         | Élu en 1958. Perds sa réélection. |                   |
| Robert F. Ellsworth (en)        | Républicain | 3 janvier 1961 - 3 janvier 1963    | 87e         | Élu en 1960. Redécoupage vers le 3e district. |                   |
| William H. Avery (en)           | Républicain | 3 janvier 1963 - 3 janvier 1965    | 88e         | Redécoupage depuis le 1er district et réélu en 1962. Retrait pour se présenter comme Gouverneur du Kansas.                                                          |                   |
| Chester L. Mize (en)            | Républicain | 3 janvier 1965 - 3 janvier 1971    | 89e - 91e   | Élu en 1964. Réélu en 1966. Réélu en 1968. Perds sa réélection. |                   |
| William Robert Roy (en)         | Démocrate   | 3 janvier 1971 - 3 janvier 1975    | 92e , 93e   | Élu en 1970. Réélu en 1972. Retrait pour se présenter comme Sénateur des États-Unis.                                                                                |                   |
| Martha Elizabeth Keys (en)      | Démocrate   | 3 janvier 1975 - 3 janvier 1979    | 94e , 94e   | Élu en 1974. Réélu en 1976. Perds sa réélection. |                   |
| James Edmund Jeffries (en)      | Républicain | 3 janvier 1979 - 3 janvier 1983    | 96e , 97e   | Élu en 1978. Réélu en 1980. Retrait. |                   |
| Jim Slaterry (en)               | Démocrate   | 3 janvier 1983 - 3 janvier 1995    | 98e - 103e  | Élu en 1982. Réélu en 1984. Réélu en 1986. Réélu en 1988. Réélu en 1990. Réélu en 1992. Retrait pour se présenter comme Gouverneur du Kansas.                       |                   |
| Sam Brownback                   | Républicain | 3 janvier 1995 - 7 novembre 1996   | 104e        | Élu en 1994. Démissionne le 27 novembre 1996, rétroactif du 7 novembre 1996 lorsqu'élu Sénateur des États-Unis.                                                     |                   |
| Vacant                          | Vacant      | 7 novembre 1996 - 27 novembre 1996 | 104e        | |                   |
| Jim Ryun                        | Républicain | 27 novembre 1996 - 3 janvier 2007  | 104e - 109e | Élu en 1996 et intronisé plus tôt en vertu du K. S. A. 25-3503. Réélu en 1998. Réélu en 2000. Réélu en 2002. Réélu en 2004. Perds sa réélection.                    |                   |
| Jim Ryun                        | Républicain | 27 novembre 1996 - 3 janvier 2007  | 104e - 109e | Élu en 1996 et intronisé plus tôt en vertu du K. S. A. 25-3503. Réélu en 1998. Réélu en 2000. Réélu en 2002. Réélu en 2004. Perds sa réélection.                    | 2003–2013         |
| Nancy Boyda                     | Démocrate   | 3 janvier 2007 - 3 janvier 2009    | 110e        | Élue en 2006. Perds sa réélection. |                   |
| Lynn Jenkins                    | Républicain | 3 janvier 2009 - 3 janvier 2019    | 111e - 115e | Élue en 2008. Réélue en 2010. Réélue en 2012. Réélue en 2014. Réélue en 2016. Retrait.                                                                              |                   |
| Lynn Jenkins                    | Républicain | 3 janvier 2009 - 3 janvier 2019    | 111e - 115e | Élue en 2008. Réélue en 2010. Réélue en 2012. Réélue en 2014. Réélue en 2016. Retrait.                                                                              | 2013–2023         |
| Steve Watkins                   | Républicain | 3 janvier 2019 - 3 janvier 2021    | 116e        | Élu en 2018. Perd sa renomination. |                   |
| Jake LaTurner                   | Républicain | 3 janvier 2021 - 3 janvier 2025    | 117e - 118e | Élu en 2020. Réélu en 2022. Retrait. |                   |
| Jake LaTurner                   | Républicain | 3 janvier 2021 - 3 janvier 2025    | 117e - 118e | Élu en 2020. Réélu en 2022. Retrait. | 2023–Présent      |
| Derek Schmidt                   | Républicain | 3 janvier 2025 - Présent           | 119e        | Élu en 2024. |                   |

## Résultats des récentes élections
Voici les résultats des dix précédents cycles électoraux dans le district.

### 2004
| Élection de 2004 du 2e district congressionnel du Kansas | Élection de 2004 du 2e district congressionnel du Kansas | Élection de 2004 du 2e district congressionnel du Kansas | Élection de 2004 du 2e district congressionnel du Kansas | Élection de 2004 du 2e district congressionnel du Kansas |
| -------------------------------------------------------- | -------------------------------------------------------- | -------------------------------------------------------- | -------------------------------------------------------- | -------------------------------------------------------- |
| Parti                                                    | Parti                                                    | Candidat                                                 | Votes                                                    | %                                                        |
|                                                          | Républicain                                              | Jim Ryun (sortant)                                       | 165 325                                                  | 56,15                                                    |
|                                                          | Démocrate                                                | Nancy Boyda                                              | 121 532                                                  | 41,28                                                    |
|                                                          | Libertarien                                              | Dennis Hawver                                            | 7579                                                     | 2,57                                                     |
| Total des votes                                          | Total des votes                                          | Total des votes                                          | 294 436                                                  | 100%                                                     |
|                                                          | Les Républicains conservent                              |                                                          |                                                          |                                                          |

### 2006
| Élection de 2006 du 2e district congressionnel du Kansas | Élection de 2006 du 2e district congressionnel du Kansas | Élection de 2006 du 2e district congressionnel du Kansas | Élection de 2006 du 2e district congressionnel du Kansas | Élection de 2006 du 2e district congressionnel du Kansas |
| -------------------------------------------------------- | -------------------------------------------------------- | -------------------------------------------------------- | -------------------------------------------------------- | -------------------------------------------------------- |
| Parti                                                    | Parti                                                    | Candidat                                                 | Votes                                                    | %                                                        |
|                                                          | Démocrate                                                | Nancy Boyda                                              | 111 759                                                  | 50,60                                                    |
|                                                          | Républicain                                              | Jim Ryun (sortant)                                       | 104 128                                                  | 47,15                                                    |
|                                                          | Réforme                                                  | Roger Tucker                                             | 4980                                                     | 2,26                                                     |
| Total des votes                                          | Total des votes                                          | Total des votes                                          | 220 867                                                  | 100%                                                     |
|                                                          | Les Démocrates prennent aux Républicains                 |                                                          |                                                          |                                                          |

### 2008
| Élection de 2004 du 2e district congressionnel du Kansas | Élection de 2004 du 2e district congressionnel du Kansas | Élection de 2004 du 2e district congressionnel du Kansas | Élection de 2004 du 2e district congressionnel du Kansas | Élection de 2004 du 2e district congressionnel du Kansas |
| -------------------------------------------------------- | -------------------------------------------------------- | -------------------------------------------------------- | -------------------------------------------------------- | -------------------------------------------------------- |
| Parti                                                    | Parti                                                    | Candidat                                                 | Votes                                                    | %                                                        |
|                                                          | Républicain                                              | Lynn Jenkins                                             | 155 532                                                  | 50,61                                                    |
|                                                          | Démocrate                                                | Nancy Boyda (sortante)                                   | 142 013                                                  | 46,21                                                    |
|                                                          | Réforme                                                  | Leslie Martin                                            | 5080                                                     | 1,65                                                     |
|                                                          | Libertarien                                              | Robert Garrard                                           | 4683                                                     | 1,52                                                     |
| Total des votes                                          | Total des votes                                          | Total des votes                                          | 262 027                                                  | 100%                                                     |
|                                                          | Les Républicains prennent aux Démocrates                 |                                                          |                                                          |                                                          |

### 2010
| Élection de 2010 du 2e district congressionnel du Kansas | Élection de 2010 du 2e district congressionnel du Kansas | Élection de 2010 du 2e district congressionnel du Kansas | Élection de 2010 du 2e district congressionnel du Kansas | Élection de 2010 du 2e district congressionnel du Kansas |
| -------------------------------------------------------- | -------------------------------------------------------- | -------------------------------------------------------- | -------------------------------------------------------- | -------------------------------------------------------- |
| Parti                                                    | Parti                                                    | Candidat                                                 | Votes                                                    | %                                                        |
|                                                          | Républicain                                              | Lynn Jenkins (sortante)                                  | 130 034                                                  | 63,13                                                    |
|                                                          | Démocrate                                                | Cheryl Hudspeth                                          | 66 588                                                   | 32,33                                                    |
|                                                          | Libertarien                                              | Robert Garrard                                           | 9353                                                     | 4,54                                                     |
| Total des votes                                          | Total des votes                                          | Total des votes                                          | 205 975                                                  | 100%                                                     |
|                                                          | Les Républicains conservent                              |                                                          |                                                          |                                                          |

### 2012
| Élection de 2012 du 2e district congressionnel du Kansas | Élection de 2012 du 2e district congressionnel du Kansas | Élection de 2012 du 2e district congressionnel du Kansas | Élection de 2012 du 2e district congressionnel du Kansas | Élection de 2012 du 2e district congressionnel du Kansas |
| -------------------------------------------------------- | -------------------------------------------------------- | -------------------------------------------------------- | -------------------------------------------------------- | -------------------------------------------------------- |
| Parti                                                    | Parti                                                    | Candidat                                                 | Votes                                                    | %                                                        |
|                                                          | Républicain                                              | Lynn Jenkins (sortante)                                  | 167 463                                                  | 57,0                                                     |
|                                                          | Démocrate                                                | Tobias Schlingensiepen                                   | 113 735                                                  | 38,7                                                     |
|                                                          | Libertarien                                              | Dennis Hawver                                            | 12 520                                                   | 4,2                                                      |
| Total des votes                                          | Total des votes                                          | Total des votes                                          | 293 718                                                  | 100%                                                     |
|                                                          | Les Républicains conservent                              |                                                          |                                                          |                                                          |

### 2014
| Élection de 2014 du 2e district congressionnel du Kansas | Élection de 2014 du 2e district congressionnel du Kansas | Élection de 2014 du 2e district congressionnel du Kansas | Élection de 2014 du 2e district congressionnel du Kansas | Élection de 2014 du 2e district congressionnel du Kansas |
| -------------------------------------------------------- | -------------------------------------------------------- | -------------------------------------------------------- | -------------------------------------------------------- | -------------------------------------------------------- |
| Parti                                                    | Parti                                                    | Candidat                                                 | Votes                                                    | %                                                        |
|                                                          | Républicain                                              | Lynn Jenkins (sortante)                                  | 128 742                                                  | 57,0                                                     |
|                                                          | Démocrate                                                | Margie Wakefield                                         | 87 153                                                   | 38,6                                                     |
|                                                          | Libertarien                                              | Christopher Clemmons                                     | 9791                                                     | 4,3                                                      |
| Total des votes                                          | Total des votes                                          | Total des votes                                          | 225 686                                                  | 100%                                                     |
|                                                          | Les Républicains conservent                              |                                                          |                                                          |                                                          |

### 2016
| Élection de 2016 du 2e district congressionnel du Kansas | Élection de 2016 du 2e district congressionnel du Kansas | Élection de 2016 du 2e district congressionnel du Kansas | Élection de 2016 du 2e district congressionnel du Kansas | Élection de 2016 du 2e district congressionnel du Kansas |
| -------------------------------------------------------- | -------------------------------------------------------- | -------------------------------------------------------- | -------------------------------------------------------- | -------------------------------------------------------- |
| Parti                                                    | Parti                                                    | Candidat                                                 | Votes                                                    | %                                                        |
|                                                          | Républicain                                              | Lynn Jenkins (sortante)                                  | 181 228                                                  | 60,9                                                     |
|                                                          | Démocrate                                                | Britani Potter                                           | 96 840                                                   | 32,5                                                     |
|                                                          | Libertarien                                              | James Houston Bales                                      | 19 333                                                   | 6,5                                                      |
| Total des votes                                          | Total des votes                                          | Total des votes                                          | 297 401                                                  | 100%                                                     |
|                                                          | Les Républicains conservent                              |                                                          |                                                          |                                                          |

### 2018
| Élection de 2018 du 2e district congressionnel du Kansas | Élection de 2018 du 2e district congressionnel du Kansas | Élection de 2018 du 2e district congressionnel du Kansas | Élection de 2018 du 2e district congressionnel du Kansas | Élection de 2018 du 2e district congressionnel du Kansas |
| -------------------------------------------------------- | -------------------------------------------------------- | -------------------------------------------------------- | -------------------------------------------------------- | -------------------------------------------------------- |
| Parti                                                    | Parti                                                    | Candidat                                                 | Votes                                                    | %                                                        |
|                                                          | Républicain                                              | Steve Watkins                                            | 126 098                                                  | 47,6                                                     |
|                                                          | Démocrate                                                | Paul Davis                                               | 123 859                                                  | 46,8                                                     |
|                                                          | Libertarien                                              | Kelly Standley                                           | 14 731                                                   | 5,6                                                      |
| Total des votes                                          | Total des votes                                          | Total des votes                                          | 264 688                                                  | 100%                                                     |
|                                                          | Les Républicains conservent                              |                                                          |                                                          |                                                          |

### 2020
| Élection de 2020 du 2e district congressionnel du Kansas | Élection de 2020 du 2e district congressionnel du Kansas | Élection de 2020 du 2e district congressionnel du Kansas | Élection de 2020 du 2e district congressionnel du Kansas | Élection de 2020 du 2e district congressionnel du Kansas |
| -------------------------------------------------------- | -------------------------------------------------------- | -------------------------------------------------------- | -------------------------------------------------------- | -------------------------------------------------------- |
| Parti                                                    | Parti                                                    | Candidat                                                 | Votes                                                    | %                                                        |
|                                                          | Républicain                                              | Jake LaTurner                                            | 185 464                                                  | 55,2                                                     |
|                                                          | Démocrate                                                | Michelle De La Isla                                      | 136 650                                                  | 40,6                                                     |
|                                                          | Libertarien                                              | Robert Garrard                                           | 14 201                                                   | 4,2                                                      |
| Total des votes                                          | Total des votes                                          | Total des votes                                          | 336 315                                                  | 100%                                                     |
|                                                          | Les Républicains conservent                              |                                                          |                                                          |                                                          |

### 2022
| Primaire Républicaine de 2022 du 2e district congressionnel du Kansas | Primaire Républicaine de 2022 du 2e district congressionnel du Kansas | Primaire Républicaine de 2022 du 2e district congressionnel du Kansas | Primaire Républicaine de 2022 du 2e district congressionnel du Kansas | Primaire Républicaine de 2022 du 2e district congressionnel du Kansas |
| --------------------------------------------------------------------- | --------------------------------------------------------------------- | --------------------------------------------------------------------- | --------------------------------------------------------------------- | --------------------------------------------------------------------- |
| Parti                                                                 | Parti                                                                 | Candidat                                                              | Votes                                                                 | %                                                                     |
|                                                                       | Républicain                                                           | Jake LaTurner (sortant)                                               | 94 578                                                                | 100%                                                                  |

| Primaire Démocrate de 2022 du 2e district congressionnel du Kansas | Primaire Démocrate de 2022 du 2e district congressionnel du Kansas | Primaire Démocrate de 2022 du 2e district congressionnel du Kansas | Primaire Démocrate de 2022 du 2e district congressionnel du Kansas | Primaire Démocrate de 2022 du 2e district congressionnel du Kansas |
| ------------------------------------------------------------------ | ------------------------------------------------------------------ | ------------------------------------------------------------------ | ------------------------------------------------------------------ | ------------------------------------------------------------------ |
| Parti                                                              | Parti                                                              | Candidat                                                           | Votes                                                              | %                                                                  |
|                                                                    | Démocrate                                                          | Patrick Schmidt                                                    | 54 439                                                             | 100%                                                               |

| Élection de 2022 du 2e district congressionnel du Kansas | Élection de 2022 du 2e district congressionnel du Kansas | Élection de 2022 du 2e district congressionnel du Kansas | Élection de 2022 du 2e district congressionnel du Kansas | Élection de 2022 du 2e district congressionnel du Kansas |
| -------------------------------------------------------- | -------------------------------------------------------- | -------------------------------------------------------- | -------------------------------------------------------- | -------------------------------------------------------- |
| Parti                                                    | Parti                                                    | Candidat                                                 | Votes                                                    | %                                                        |
|                                                          | Républicain                                              | Jake LaTurner (sortant)                                  | 134 506                                                  | 57,6                                                     |
|                                                          | Démocrate                                                | Patrick Schmidt                                          | 98 852                                                   | 42,4                                                     |
|                                                          | Démocrate                                                | Michael Soetaert (write-in)                              | 0                                                        | 0,0                                                      |
| Total des votes                                          | Total des votes                                          | Total des votes                                          | 233 358                                                  | 100%                                                     |
|                                                          | Les Républicains conservent                              |                                                          |                                                          |                                                          |

### 2024
| Primaire Républicaine de 2024 du 2e district congressionnel du Kansas | Primaire Républicaine de 2024 du 2e district congressionnel du Kansas | Primaire Républicaine de 2024 du 2e district congressionnel du Kansas | Primaire Républicaine de 2024 du 2e district congressionnel du Kansas | Primaire Républicaine de 2024 du 2e district congressionnel du Kansas |
| --------------------------------------------------------------------- | --------------------------------------------------------------------- | --------------------------------------------------------------------- | --------------------------------------------------------------------- | --------------------------------------------------------------------- |
| Parti                                                                 | Parti                                                                 | Candidat                                                              | Votes                                                                 | %                                                                     |
|                                                                       | Républicain                                                           | Derek Schmidt                                                         | 34 971                                                                | 53,1                                                                  |
|                                                                       | Républicain                                                           | Shjawn Tiffany                                                        | 13 013                                                                | 19,8                                                                  |
|                                                                       | Républicain                                                           | Jeff Kahrs                                                            | 11 634                                                                | 17,7                                                                  |
|                                                                       | Républicain                                                           | Chad Young                                                            | 3412                                                                  | 5,2                                                                   |
|                                                                       | Républicain                                                           | Michael Ogle                                                          | 2858                                                                  | 4,3                                                                   |

| Primaire Démocrate de 2024 du 2e district congressionnel du Kansas | Primaire Démocrate de 2024 du 2e district congressionnel du Kansas | Primaire Démocrate de 2024 du 2e district congressionnel du Kansas | Primaire Démocrate de 2024 du 2e district congressionnel du Kansas | Primaire Démocrate de 2024 du 2e district congressionnel du Kansas |
| ------------------------------------------------------------------ | ------------------------------------------------------------------ | ------------------------------------------------------------------ | ------------------------------------------------------------------ | ------------------------------------------------------------------ |
| Parti                                                              | Parti                                                              | Candidat                                                           | Votes                                                              | %                                                                  |
|                                                                    | Démocrate                                                          | Nancy Boyda                                                        | 13 571                                                             | 51,7                                                               |
|                                                                    | Démocrate                                                          | Matthew Kleinmann                                                  | 12 670                                                             | 48,3                                                               |

| Élection de 2024 du 2e district congressionnel du Kansas | Élection de 2024 du 2e district congressionnel du Kansas | Élection de 2024 du 2e district congressionnel du Kansas | Élection de 2024 du 2e district congressionnel du Kansas | Élection de 2024 du 2e district congressionnel du Kansas |
| -------------------------------------------------------- | -------------------------------------------------------- | -------------------------------------------------------- | -------------------------------------------------------- | -------------------------------------------------------- |
| Parti                                                    | Parti                                                    | Candidat                                                 | Votes                                                    | %                                                        |
|                                                          | Républicain                                              | Derek Schmidt                                            | 172 847                                                  | 57,1                                                     |
|                                                          | Démocrate                                                | Nancy Boyda                                              | 115 685                                                  | 38,2                                                     |
|                                                          | Libertarien                                              | John Hauer                                               | 14 229                                                   | 4,7                                                      |
| Total des votes                                          | Total des votes                                          | Total des votes                                          | 302 761                                                  | 100%                                                     |
|                                                          | Les Républicains conservent                              |                                                          |                                                          |                                                          |